# آتش‌بس ۲۰۲۵ آمریکا و حوثی‌ها
در ۶ مهٔ ۲۰۲۵، توافق آتش‌بس بین ایالات متحده آمریکا و جنبش حوثی‌ها در یمن، با میانجیگری عمان، به اجرا درآمد و به حملات مارس تا مه ۲۰۲۵ آمریکا به یمن و نیز حملات هوایی گسترده‌تر آمریکا و بریتانیا به یمن از آغاز بحران دریای سرخ، پایان داد. حوثی‌ها موافقت کردند که حملات خود به کشتی‌ها در دریای سرخ را متوقف کنند، اما تأکید کردند که آتش‌بس به «هیچ وجه، شکل یا صورتی» شامل اسرائیل که حملات خود به یمن را آغاز کرده بود، نمی‌شود.

ان‌بی‌سی نیوز گزارش داد این حملات هرگز ضربه فلج‌کننده‌ای به حوثی‌ها وارد نکرده است. در ادامه این گزارش تاکید شده است این حملات از ماه مارس ۲۰۲۵ تاکنون بیش از یک میلیارد دلار برای آمریکا هزینه داشته است. در طی این حملات از هزاران بمب و موشک مورد استفاده شده است. در این مدت هفت پهپاد امریکا سرنگون شده و دو جت جنگنده نیز غرق شده است. یک مقام امریکایی در گفتگو با ان‌بی‌سی نیوز مدعی شد موفقیت در این نبرد از ماه مارس به سختی قابل اندازه‌گیری است چرا که پهپادهای آمریکایی که برای تعیین هدف قرار گرفتن اهداف فرستاده می‌شدند، اغلب توسط حوثی‌ها سرنگون می‌شدند.
در ۶ می ۲۰۲۵، دونالد ترامپ، پایان حملات به یمن را اعلام کرد و اظهار داشت که این حملات در نتیجه آتش‌بس بین ایالات متحده و حوثی‌ها، که توسط عمان میانجی‌گری شده بود، «بلافاصله» به پایان رسید. حوثی‌ها موافقت کردند که حملات به کشتی‌ها در دریای سرخ را متوقف کنند، اما تأکید کردند که آتش‌بس به «هیچ وجه، شکل یا فرمی» به اسرائیل، که به تازگی حملات خود را به یمن آغاز کرده بود، اعمال نمی‌شود. در حالی که ترامپ این آتش‌بس را به‌عنوان «تسلیم شدن» حوثی‌ها و «نخواستن جنگ دیگر» قلمداد کرد و همچنین «شجاعت زیادی» نشان داده بودند، حوثی‌ها ادعا کردند که در واقع این ایالات متحده بود که «عقب‌نشینی کرد». طبق گزارش‌ها، ایران نقشی در متقاعد کردن حوثی‌ها برای برقراری آتش‌بس با ایالات متحده برای کمک به ایجاد «شتاب» برای مذاکرات هسته‌ای ایالات متحده و ایران در سال ۲۰۲۵ داشت. به گفته مقامات اسرائیلی، اسرائیل از آتش‌بس ایالات متحده و حوثی‌ها «اطلاع قبلی» دریافت نکرد. رسانه‌های اسرائیلی آتش‌بس را «خبر بسیار بدی برای اسرائیل» و «دوچندان تعجب‌آور» توصیف کردند. پس از توافق آتش‌بس، بنیامین نتانیاهو، نخست‌وزیر اسرائیل، تأکید کرد که «اسرائیل از خود دفاع خواهد کرد».
ترامپ درباره این تصمیم گفت: «آن‌ها به ما قول دادند که دیگر به کشتی‌ها شلیک نخواهند کرد و ما به آن احترام می‌گذاریم.»